# Distrito de Bamberg
El distrito de Bamberg es un distrito del estado alemán de Baviera. Tiene una población estimada, a fines de 2022, de 149 122 habitantes.

## Historia
El 1 de julio de 1862 se crearon los distritos de Baviera (comparables a los distritos actuales) como autoridades puramente administrativas, con una constitución burocrática.
El distrito de Bamberg se creó en 1929 a partir de la fusión de los antiguos distritos de Bamberg I y Bamberg II. 
Como parte de la reforma regional del 1 de julio de 1972, el área del entonces distrito de Bamberg se amplió para incluir partes de los cuatro antiguos distritos de Ebermannstadt, Ebern, Höchstadt y Staffelstein. En esa reforma el distrito perdió 8 municipios pero incorporó 17. Su superficie aumentó de 910 km² a 1121 km². 
Finalmente, la reforma municipal del 1 de mayo de 1978 incorporó unos 50 km² del distrito de Erlangen-Höchstadt al distrito de Bamberg.

## Geografía
El distrito rodea la ciudad de Bamberg (que no forma parte del distrito). La mitad occidental del distrito es ocupada por el Steigerwald, una región montañosa de bosques. En el este está la cadena de montañas del Fränkische Alb. Entre estas regiones el río Main entra en el distrito por el norte, gira justo antes de llegar a la ciudad de Bamberg y continúa hacia el noroeste. El río Regnitz viene desde el sur y desemboca en el río Main en Bamberg.

## Escudo de armas
El escudo de armas muestra los animales heráldicos de Bamberg y Ebrach, un león y un jabalí.

## Galería
|  | Fränkische Straße der Skulpturen  | Litzendorf    |
|  | Gügel                             | Scheßlitz     |
|  | Giechburg                         | Scheßlitz     |
|  | Kloster Ebrach                    | Ebrach        |
|  | Schloss Greifenstein              | Heiligenstadt |
|  | Sängerehrenmal Melkendorf         | Litzendorf    |
|  | St. Wenzeslaus                    | Litzendorf    |
|  | Schloss Seehof                    | Memmelsdorf   |
|  | Schloss Weißenstein               | Pommersfelden |
|  | St.-Veit- und St.-Michaels-Kirche | Heiligenstadt |

## Ciudades y municipios
| Ciudades                                              | Municipios | |
| ----------------------------------------------------- | --- | --- |
| 1. Baunach 2. Hallstadt 3. Scheßlitz 4. Schlüsselfeld | 1. Altendorf 2. Bischberg 3. Breitengüßbach 4. Burgebrach 5. Burgwindheim 6. Buttenheim 7. Ebrach 8. Frensdorf 9. Gerach 10. Gundelsheim 11. Heiligenstadt i.OFr. 12. Hirschaid 13. Kemmern 14. Königsfeld 15. Lauter 16. Lisberg | 1. Litzendorf 2. Memmelsdorf 3. Oberhaid 4. Pettstadt 5. Pommersfelden 6. Priesendorf 7. Rattelsdorf 8. Reckendorf 9. Schönbrunn 10. Stadelhofen 11. Stegaurach 12. Strullendorf 13. Viereth-Trunstadt 14. Walsdorf 15. Wattendorf 16. Zapfendorf |